# Atropacarus multisetosus
Atropacarus multisetosus är en kvalsterart som beskrevs av Wojciech Niedbała 2002. Atropacarus multisetosus ingår i släktet Atropacarus och familjen Phthiracaridae. Inga underarter finns listade.